# Acritodes garambae
Acritodes garambae är en skalbaggsart som först beskrevs av Thérond 1959.  Acritodes garambae ingår i släktet Acritodes och familjen stumpbaggar. Inga underarter finns listade i Catalogue of Life.